# 서울 지하철 3호선 방화 사건
 서울 지하철 3호선 방화 사건(-地下鐵三號線放火事件)은 2014년 5월 28일 오전 10시 54분경에 매봉역에서 도곡역 방향으로 운행하던 서울 지하철 3호선 전동차에서 전동차 객실 내에서 방화범이 노약자석 인근에 인화 물질을 붓고 불을 붙임으로서 1명의 인명피해를 야기한 사고이다.

## 사건 개요
2014년 5월 28일 오전 10시 54분경에 매봉역에서 도곡역 방향으로 운행하던 서울 지하철 3호선 전동차에서 70대 남성이 방화하는 사건이 발생했다. 당시 방화범은, 약 1L짜리 시너 11통과 부탄가스 4개, 과도 1개를 담은 가방 두 개를 갖고 있었으며, 4호차 노약자석에서 시너가 담긴 통 11개 중 5개의 뚜껑을 열었고 가방을 발로 넘어뜨려 객차 바닥에 쏟은 뒤 라이터를 켜면서 방화가 시작되었다.
같은 전동차에 타고 있던 역무원이 도곡역에서 내리려고 준비하던 중 "불이야"란 소리를 듣고 전동차에 마련된 소화기를 꺼내 불을 끄기 시작하였다. 동시에 열차에 타고 있던 승객들이 휴대 전화로 소방서에, 비상벨을 통해 기관사에게 신고하였다. 기관사는 도곡역에 진입함과 동시에 전동차를 정지시키고, 승객들은 도곡역이나 선로를 통해 매봉역으로 걸어가는 방법으로 대피했다. 이후, 불은 역사 직원들에 의해 진화되었다. 사고 차량은 소화 조치 이후, 수서차량사업소로 회송되었다.

## 인명 피해
당시 이 전동차에는 약 370여 명의 승객이 타고 있었으나 열차에 타고있던 역무원의 초기 진압과 열차 승무원의 빠른 대처로, 승객들이 모두 대피했고, 진압에 성공함에 따라, 부상자는 대피 중 발목을 삔 1명을 빼고는 발생하지 않았다.

## 용의자 검거
불을 지른 뒤 달아난 용의자는 방화 과정에서 화상을 입었으며, 피해자인 것처럼 속여 구급차에 올라 한강성심병원으로 이송됐다가 '부상자가 신원을 밝히길 꺼리고 기자를 불러달라고 요청하는' 등 수상하다는 구급대원의 신고에 따라 11시 44분경 검거되었다.
경찰 조사에서 스스로 목숨을 끊기 위해 불을 지른 것으로 드러났다. 용의자는 치밀한 계획에 따라 방화를 시도했다고 말했다. 또한 용의자는 "15년전 운영하던 업소의 정화조가 넘쳐 피해를 입었으며, 소송과 민원 등을 통해 보상을 받긴 했으나 기대에 너무 못 미치는 금액이라 불을 질러 자살해 억울함을 호소하려 했다"고 진술했다.
2020년 12월 15일 해당 용의자는 5년형을 선고 받아 만기 출소했으나 또 다시 광주 금남로에서 범행을 저지르고 말았다.

## 사고 여파
이 사고로 인해 서울 지하철 3호선 양방향 운행이 잠시 중단되었으며, 이후 남아 있는 연기로 인해 도곡역과 매봉역을 무정차 통과 운행하다, 오후 12시 24분부터 무정차 통과 조치가 해제돼, 정상 운행중이다.

## 같이 보기
- 대구 지하철 화재 참사
- 서울 지하철 7호선 방화 사건
- 도곡역
- 매봉역
- 서울 지하철 5호선 방화 사건